# Anti Freud

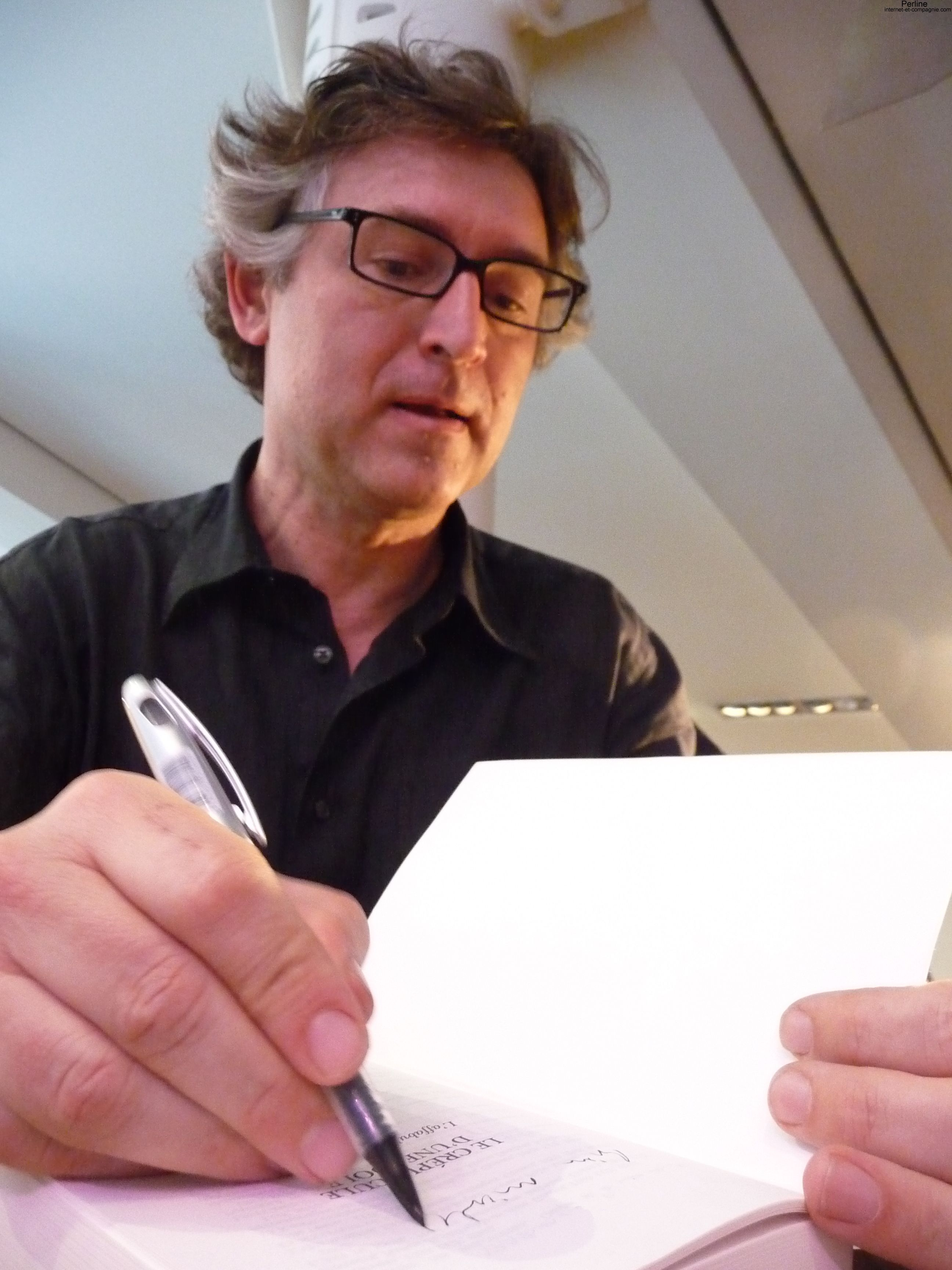
Michel Onfray im Jahre 2010

Anti Freud. Die Psychoanalyse wird entzaubert (im franz. Original: Le crépuscule d'une idole. L' affabulation freudienne) ist ein im Jahre 2010 erschienenes, biografische Züge aufweisendes, Sachbuch des französischen Philosophen Michel Onfray. Es nimmt eine kritische Stellung zum Psychoanalytiker Sigmund Freud ein. Die Hauptthese des Autors ist dabei, dass Freud nicht Wissenschaftler, sondern Philosoph war. Verlegt wurde das Werk im deutschen Sprachraum erstmals 2011 im Knaus Verlag.

## Hintergrund
Onfray verbrachte vier Jahre seiner Kindheit in einem Waisenhaus der Salesianer. Dort erlebte er Missbräuche und Misshandlungen seitens der Mönche. Bei der Überwindung dieses Abgrundes aus Schmach und Schande halfen ihm, nach Eigenangaben, das Kommunistische Manifest, Der Antichrist Friedrich Nietzsches und Freuds Drei Abhandlungen zur Sexualtheorie.  Später las Onfray innerhalb zweier Jahre das gesamte Werk Freuds. Nachdem er auch das gesamte nietzscheanische Werk studiert hatte, war Freud für ihn „entzaubert“.

## Inhalt
Das Werk ist in fünf Teile gegliedert. Der erste Teil, Symptomatologie, widmet sich Freuds philosophischen Anschauungen und geistigem Diebstahl von Freud’scher Seite an Friedrich Nietzsche. Zudem stellt Onfray Freuds Konzeption der Kränkungen der Menschheit infrage als er Freuds wissenschaftshistorische Bedeutung geringer als Kopernikus’ und Darwins einstuft.
Der zweite Teil, Genealogie, beschäftigt sich mit Freuds Familiengeschichte und dessen Bedeutung als Faktor für seine Aufstellungen der Theorien des Ödipus-Komplexes und Vatermordes. Zentrale Bedeutung haben dabei Freuds Beziehungen zu seiner Mutter und seiner Tochter.
Im dritten Teil, Methodologie, geht Onfray Freuds medizinischen Verirrungen wie der Kokain- oder Elektrotherapie nach. Auch wird Freuds Verlangen nach gesellschaftlicher und medizinischer Anerkennung behandelt.
Der vierte Teil, Thaumaturgie widmet sich unter anderem der konkreten Entstehung der Psychoanalyse, die Onfray im Kapitel Freud ist nicht der Erfinder der Psychoanalyse dem Sophisten Antiphon von Athen zuspricht.
Im letzten Teil, Ideologie wird Freuds Beziehung zu Diktatoren seiner Zeit, so etwa Mussolini, behandelt. Daneben stehen als weitere Themen eine Freud’sche Misogynität und Homophobie sowie der Freud’sche Blick auf die Onanie behandelt.

## Rezeption
In Frankreich löste das Buch eine breite öffentliche Debatte aus. In ihrem Text Doch Warum so viel Hass? stellte die Historikerin und Freud-Biografin Elisabeth Roudinesco fest, dass Onfrays Buch voller sachlicher Fehler sei und alte Gerüchte um die Psychoanalyse bediene. Außerdem würden dem Buch Belege fehlen. Roudinesco hält das Buch daher für eine Fabel des Autors.
Gudrun Mangold schrieb am 25. April 2011 für den Tagesspiegel: „Auf den 544 Seiten seiner Freud-Analyse belegt er [Onfray] Aussage für Aussage mit Zitaten aus Briefen und anderen Schriften. Seine Schlussfolgerungen sind kühn, müssen deshalb aber nicht falsch sein. Und es tut ihnen auch keinerlei Abbruch, dass der Autor mit seinen Zuspitzungen sein Publikum zum Lachen bringt. Etwa wenn er das Paradoxon vorträgt, dass Freud eine Methode entwickeln wollte, die für die gesamte Menschheit gültig sei – außer für ihn selbst.“